# IC 2590
IC 2590 ist eine Linsenförmige Galaxie vom Hubble-Typ S0 im Sternbild Löwe auf der Ekliptik. Sie ist schätzungsweise 281 Millionen Lichtjahre von der Milchstraße entfernt und hat einen Durchmesser von etwa 90.000 Lichtjahren. Vermutlich bildet sie gemeinsam mit PGC 31406 ein gravitativ gebundenes Galaxienpaar. 

Im selben Himmelsareal befindet sich u. a. die Galaxie IC 2598.
Das Objekt wurde am 28. Mai 1903 von Stéphane Javelle entdeckt.